# Спиритисти
Спиритисти је југословенски телевизијски филм из 1976. године. Режирао га је Бранко Плеша, а сценарио је адаптирао Мирко Ковач према причи Симе Матавуља, из циклуса „Београдске приче“.